# Raben Group
A Raben Group egy holland logisztikai vállalatcsoport. Tevékenységi köre a következő területekre terjed ki: logisztika, raktározás, nemzetközi közúti szállítmányozás, belföldi disztribúció, légi- tengeri- és intermodális szállítmányozás és átfogó logisztikai szolgáltatások friss termékek számára (Fresh Logistics). A vállalatcsoport Raben és Fresh Logistics vállalatokból áll.
A Raben család által alapított első vállalat 1931-ben Hollandiában kezdte meg tevékenységét, Meddo/Winterswijk-ben. A Raben Group jelenleg tíz országban tevékenykedik: Hollandia, Lengyelország, Németország, Csehország, Szlovákia, Magyarország, Ukrajna, Litvánia, Lettország és Észtország, munkatársainak száma 8500 fő. Egész Európát lefedő depóhálózattal, 1 100 000 m² raktárkapacitással és 6500 szállítójárművel rendelkezik.

## Raben Group vállalatok
- Raben Polska
- Raben Transport
- Fresh Logistics
- Raben Logistics Czech
- Raben Eesti
- Raben Trans European Germany
- Raben Trans European Hungary
- Raben Latvia
- Raben Lietuva
- Raben Netherlands
- Raben Logistics Slovakia
- Raben Ukraine
- Eli Transport
- Eli Lagerhaus
- Fenthol & Sandtmann
- Raben Management Services

## Cégtörténet
- 1931. - J.W. Raben szállítmányozási vállalatot alapít Hollandiában
- 1960. - T. Raben átveszi a vállalat vezetését
- 1991. - Ewald Raben megalapítja a lengyelországi Raben vállalatot
- 2002. - Lengyelországban megalakul a Fresh Logistics
- 2003. - Megalakul az ukrán Raben vállalat
- 2004. - Megalakulnak az észt, litván és lett Raben vállalatok
- 2005. - A német BSV vállalat Raben Group tagjává válik
- 2007. - A Raben Sea&Air megkezdi a tevékenységét
- 2008. - A Setto vállalatot (Csehországban és Szlovákiában működő családi vállalkozás) megvásárolja a Raben Group
- 2010. - Megalakul a Raben Logistics Hungary
- 2010. - A Csehországi Transkam vállalat a Raben Group tagjává válik
- 2011. - A Wincanton német közúti hálózatának, illetve a teljes csehországi, magyarországi, lengyelországi és szlovákiai operációjának akvizíciója
- 2012. - A Raben Trans European Hungary és a Raben Logistics egyesül, és az előbbi néven fut tovább.
- 2012. - A Raben Trans European Czech (korábbi Wincanton) és a Transkam – Logistics Raben Logistics Czech s.r.o néven működik együtt tovább
- 2013. -  A Fresh Logistics az Európai Élelmiszer Hálózat  tagjává válik
- 2014. -  Raben Logistics Germany, Raben Trans European Germany  és ELI Transport összeolvad Raben Trans European Germany néven

## Márkanevek
- Raben
- Fresh Logistics

## Telephelyek Magyarországon
- Dunaharaszti
- Debrecen
- Győr
- Pécs

## CSR
A Raben Group fennállásának kezdetétől foglalkozik szervezeti társadalmi felelősségvállalással (CSR-Corporate Social Responsibility). A 2010-ben megalkotott stratégiai célok és feladatok összhangban állnak a Raben Group prioritásaival. 
A vállalatcsoport CSR víziója így hangzik: “Legyünk trendteremtők szektorunkban hozzáadott értékekkel és tartós megoldásokkal.”
CSR stratégiai célok:
- Gondoskodás az egészségről és a biztonságról
- Partneri viszony, párbeszéd és együttműködés a partnerekkel
- Kiválasztani és megtartani a legkiválóbb munkatársakat
- Kompenzálni a környezetre gyakorolt negatív hatásokat
- A szállítmányozási és logisztikai szolgáltatások imidzsének erősítése, minőségének folyamatos fejlesztése

## Elismerések
- 2015. – Raben Polska az Év Logisztikai Szolgáltatója
- 2015. – Responsible Business Award - Kimagasló CSR stratégia
- 2014. – Fenntarthatóságért járó díj a Raben Group részére
- 2013. – A Raben Group elnyeri a “Legjobb európai 3PL fogyasztási cikkekkel foglalkozó ellátási lánc” díjat [4]
- 2012. – A Raben Group vezérigazgatója - Ewald Raben - 2012-ben az Év Vállalkozója

## Linkek
hivatalos weboldalak:
- http://www.raben-group.com
- http://www.freshlogistics.com.pl
- http://www.transport-is-necessary.com/ Archiválva 2013. május 27-i dátummal a Wayback Machine-ben